# EΛTA
Ελληνικά Ταχυδρομεία, EΛTA (укр. Грецька пошта, ЕЛТА) — державна поштова служба Греції. Компанія відповідає за доставку пошти в Греції, а також за емісію поштових марок. Вона також надає цілий ряд послуг, таких як логістика, обмін валюти, розробка програмного забезпечення і консалтингові послуги.
Ελληνικά Ταχυδρομεία — член Всесвітнього поштового союзу з 1 липня 1875 року. Між Грецькою поштою та державним Hellenic Postbank підписано стратегічну угоду про співпрацю до 2021 року. 2010 року задля подолання боргової кризи уряд включив Грецьку пошту до переліку компаній, які підлягають частковій приватизації. Держава контролюватиме 51 % акцій, 10 % акцій залишаться за Hellenic Postbank.

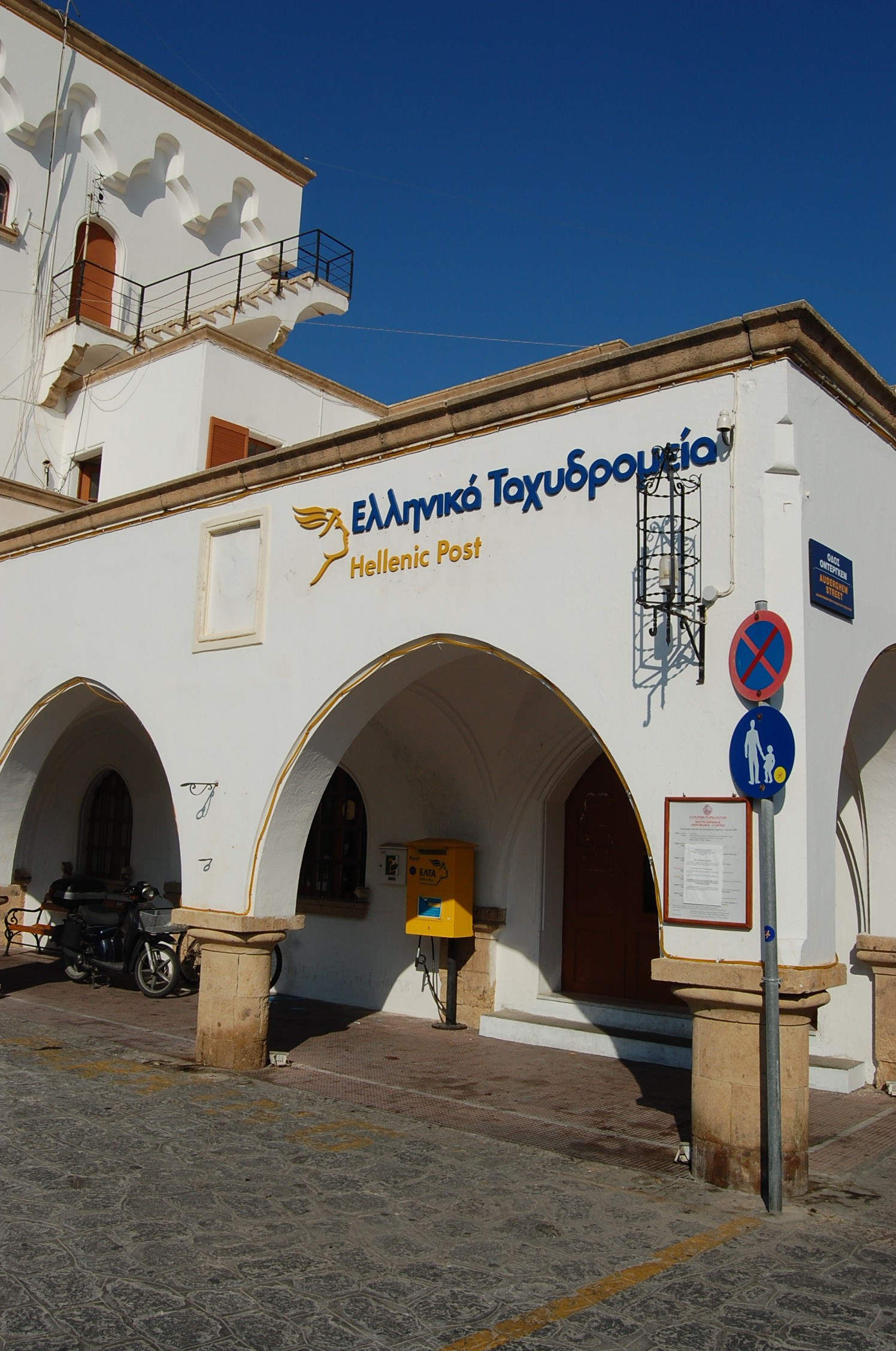
Поштовий офіс на Патмос
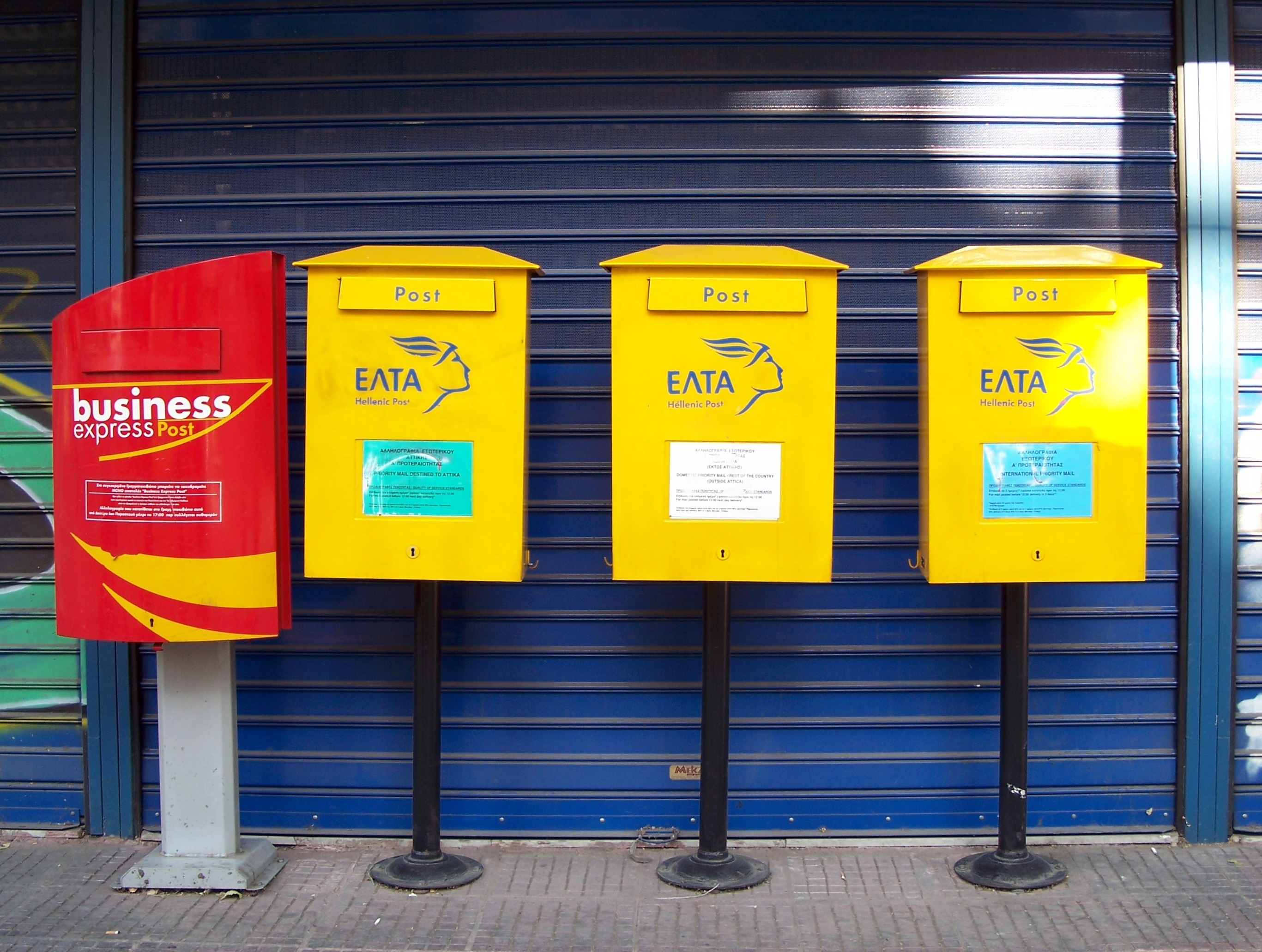
Поштові скриньки різного призначення
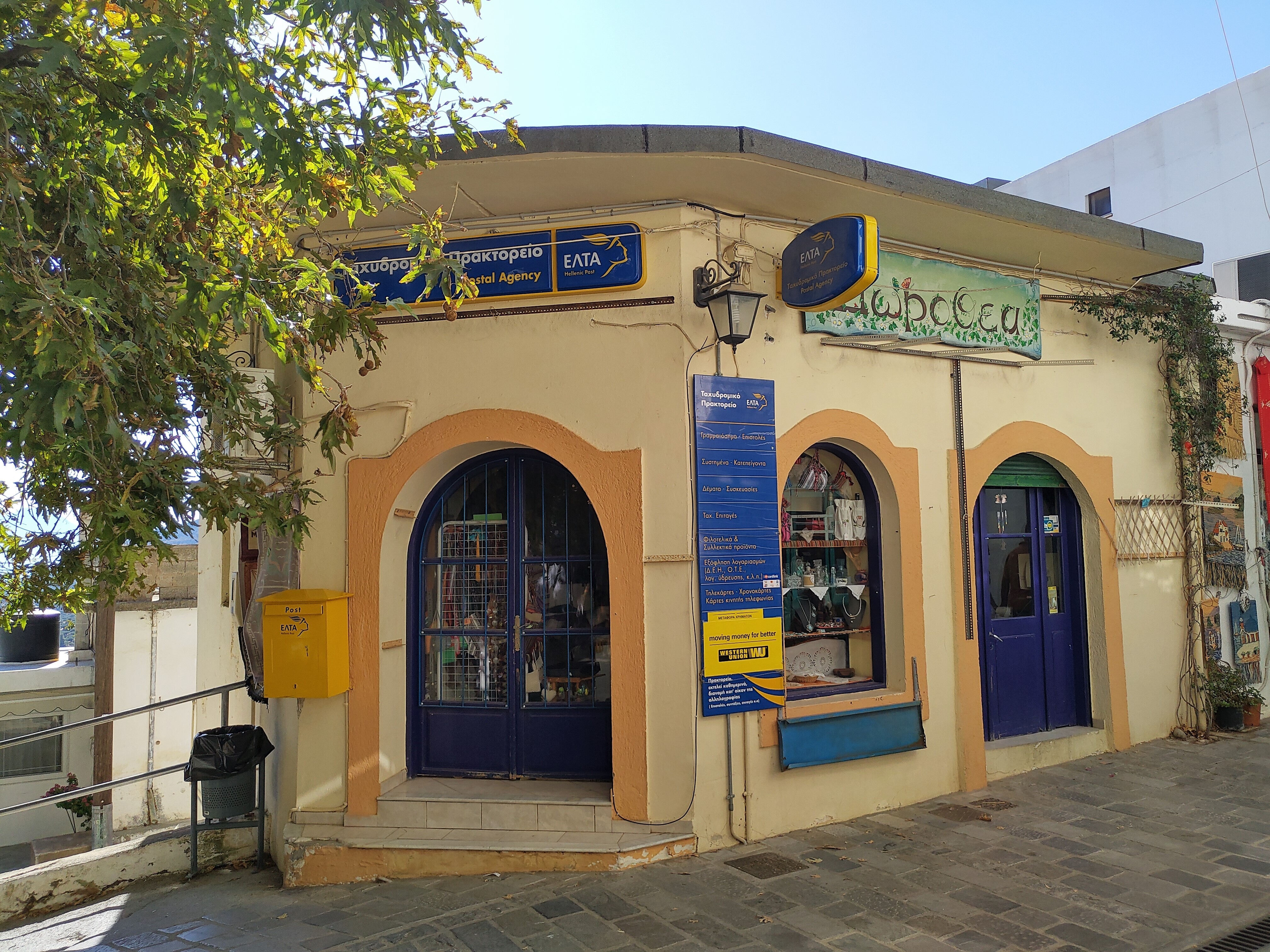
Поштовий офіс у Криці (Крит)